# Deleuil

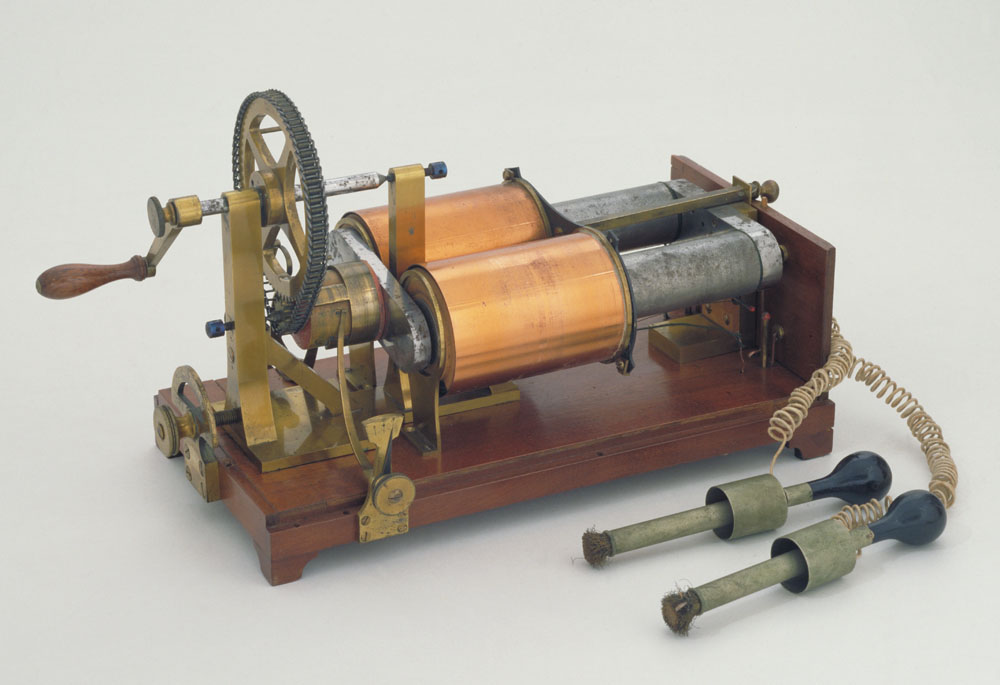
Macchina magnetoelettrica di Guillaume Benjamin-Amand Duchenne prodotta dalla Deleuil, oggi al Museo Galileo, Firenze.

La ditta Deleuil è stata una bottega francese di strumenti scientifici.
Importante ditta francese per la produzione di strumenti scientifici, fu fondata da Louis-Joseph Deleuil (1795-1862) verso il 1820. In seguito ne assunse la guida il figlio Jean Adrien (1825-1894). Specializzata in bilance di precisione, la ditta produceva altri strumenti scientifici, come barometri, microscopi, pompe pneumatiche.